# Neige
Стефан По (фр. Stéphane Paut, род. 27 апреля 1985 или 16 апреля 1986, Баньоль-сюр-Сез), более известный под псевдонимом Neige (с фр. — «снег») — французский музыкант, мультиинструменталист и продюсер. Является основателем блэкгейз-проекта Alcest и ныне несуществующих Amesoeurs.

## Биография
Родился 16 апреля 1985 года в городе Баньоль-сюр-Сез. Получил известность в начале 2000-х годов в качестве барабанщика и ритм-гитариста блэк-метал-группы Peste Noire. Он также был участником блэк-метал-группы Mortifera с 2003 года вплоть до альбома Vastia Tenebrd Mortifera (2004), для которого он написал две песни. Параллельно он начал играть со своими основными группами Amesoeurs и Alcest.